# Hans Hustert
Hans Hustert (* 1. Februar 1900 in Elberfeld; † 14. August 1970 in Hamburg) (auch genannt Prima Hustert) war ein deutscher Aktivist der extremen Rechten. Er wurde bekannt als einer der beiden Täter des 1922 durchgeführten Attentates auf den ehemaligen Reichskanzler Philipp Scheidemann, als zeitweiliger Adjutant Heinrich Himmlers in der SS sowie als Nachfolger des nationalsozialistischen „Märtyrers“ Horst Wessel als Führer der Berliner SA-Standarte 5.

## Leben und Wirken
In der Spätphase des Ersten Weltkrieges nahm Hustert an diesem als Kriegsfreiwilliger teil. Nach dem Krieg gehörte er kurzzeitig der Schutzpolizei im Elberfeld an.
Nach dem Krieg begann Hustert sich in Kreisen der extremen politischen Rechten zu engagieren: Er wurde Mitglied des Deutschvölkischen Schutz- und Trutzbundes und beteiligte sich am Oberschlesischen Selbstschutz, der diese deutsche Ostprovinz in der Nachkriegszeit gegen polnische Annexionsversuche verteidigte. 1920 schloss er sich der „Sturmkompanie Killinger“ an, einer von dem Marineoffizier Manfred von Killinger geführten Einheit, die zu dem von dem ehemaligen Korvettenkapitän Hermann Ehrhardt gegründeten Marine-Brigade Ehrhardt, gehörte. Bei der Ehrhardt-Brigade handelte es sich um ein Freikorps, das die Regierung der Weimarer Republik unter anderem gegen die Münchner Räterepublik eingesetzt hatte, bis es 1920 zu einem der Hauptträger des Kapp-Putsches wurde.
Im Gefolge der Auflösung der Ehrhardt-Brigade trat Hustert in ihre Nachfolgeorganisation, die sogenannten Organisation Consul (O.C.) ein, einen Geheimbund, der – nach dem Deutlichwerden der vorläufigen Unmöglichkeit, die Republik durch einen militärischen Putsch zu beseitigen – versuchte, den Weimarer Staat mit terroristischen Mitteln, insbesondere durch Attentate auf führende Persönlichkeiten des demokratischen Lagers, zu destabilisieren, um auf diese Weise die Grundlage für eine spätere Liquidierung des 1919 errichteten politischen Systems zu schaffen. In diesem Zusammenhang wurden Hustert und ein Mann namens Karl Oehlschläger im Frühjahr 1922 damit beauftragt, ein Attentat auf den sozialdemokratischen Politiker Philipp Scheidemann zu verüben.

### Das Scheidemann-Attentat (1922)
Das von Hustert und Oehlschläger verübte Attentat auf Philipp Scheidemann (sogenanntes „Blausäure-Attentat“ oder „Attentat mit der Klistierspritze“), der 1919 einige Monate als Reichskanzler amtiert hatte und inzwischen das Amt des Oberbürgermeisters von Kassel bekleidete, fand am 4. Juni 1922 (Pfingstsonntag) in der Nähe von Scheidemanns Haus in Kassel-Wilhelmshöhe statt.
Hintergrund der Tat war, dass Scheidemann von den Attentätern, wie überhaupt von vielen Angehörigen völkisch-nationaler Kreise der damaligen Zeit, als einer der Hauptverantwortlichen für die deutsche Niederlage im Ersten Weltkrieg angesehen wurde: Konkret wurde Scheidemann von der radikalen Rechten vorgeworfen, dass er gemeinsam mit anderen führenden Sozialdemokraten den militärischen Zusammenbruch der deutschen Armee und die innere Revolutionierung des deutschen Staates, die im November 1918 das Kriegsende markiert hatten, verursacht hätten. Dies hätten sie durch ihre defätistische, auf eine sieglose Beendigung des Krieges gerichtete Politik in den Jahren 1917 und 1918 (u. a. Unterstützung der Friedensresolution des Reichstags von 1917 sowie des Berliner Munitionsarbeiterstreiks vom Januar 1918) sowie insbesondere durch ihre – nach ihrer Einbeziehung in die Berliner Regierung im Oktober 1918 erfolgte – Entscheidung, die Entente-Mächte um einen Waffenstillstand zu ersuchen, bewerkstelligt. Scheidemann und anderen führenden Linkspolitikern wurde in diesem Zusammenhang angelastet, dass sie durch diese Handlungen Hochverrat begangen und den militärischen Gegnern des Deutschen Reiches entgegengearbeitet hätten: Bildhaft wurde dies auf die Formel gebracht, dass sie mit der politischen Liquidierung des Krieges zu Bedingungen, die der Anerkennung einer Niederlage gleichkamen und die das Deutsche Reich seinen Feinden ausgeliefert hätten, dem „unbesiegten“ deutschen Feldheer – welches nach Meinung der Nationalisten sehr wohl noch im Stande gewesen wäre, den Krieg militärisch erfolgreich zu bestehen und einen Sieg davon zu tragen – gewissermaßen „in den Rücken gefallen“ seien (siehe: Dolchstoßlegende). Die Folge dieser Interpretation der Vorgänge des Jahres 1918 war, dass die führenden SPD-Politiker (wie die Massen der Anhänger ihrer Politik, die die sich an das Kriegsende anschließende Novemberrevolution mittrugen) in Rechtskreisen fortan als „Novemberverbrecher“ geschmäht wurden. Scheidemann nahm in der Feindbild-Wahrnehmung der Rechten eine besonders exponierte Rolle ein, da er nicht nur an der Entscheidung, um einen Waffenstillstand mit den Westmächten zu bitten und diesen abzuschließen, beteiligt gewesen war, sondern am 9. November 1918 auch in besonders exponierter Weise im Zusammenhang mit dem „schmachvollen“ Kriegsende und den Folgen, die dieses zeitigte, öffentlich hervor getreten war, als er in Berlin vom Reichstagsgebäude aus die Republik ausgerufen und damit die Abkehr vom „ruhmreichen“ alten Deutschland, das Otto von Bismarck geschaffen hatte, symbolisch zelebriert hatte.
Das Attentat lief in der Form ab, dass die beiden Scheidemann auflauerten, als dieser mit seiner Tochter und seinem Enkel in einem Park im Stadtteil Wilhelmshöhe spazieren ging. Sie näherten sich ihm von hinten, wobei Hustert ihm beim Überholen mit einer Klistierspritze Blausäure ins Gesicht spritzte. Bevor Scheidemann ohnmächtig wurde, gelang es ihm, Hustert und Oehlschläger mit einer Waffe, die er bei sich trug, in die Flucht zu schlagen. Einem zufällig vorbeikommenden Arzt gelang es, die benutzte Substanz richtig zu identifizieren und Scheidemann wiederzubeleben. Da Scheidemann zu seinem Glück in dem Augenblick, als das Gift ihn traf, keinen Atemzug getan hatte, trug er keine bleibenden Folgen davon.
Hustert und Oehlschläger wurden, nachdem sie einige Wochen untergetaucht waren, Anfang August 1922 auf einem Waldgut in Oberschlesien verhaftet und ins Gefängnis gebracht. Am 4. Dezember 1922 wurden sie vor dem Staatsgerichtshof für das Deutsche Reich in Leipzig wegen Mordversuches angeklagt. Der Prozess endete mit einer Verurteilung zu zehn Jahren (Hustert) bzw. zehn Jahren und einem Monat (Oehlschlaeger) Zuchthaushaft.

### Haftzeit und Wirken in der NSDAP
Während seiner Haftzeit erwarb Hustert in nationalistischen Kreisen den Ruf eines Märtyrers, der aufgrund seines „selbstlosen“ Einsatzes für die „deutsche Sache“ hinter Kerkermauern leiden würde. So wurde Hustert beispielsweise für den jungen Joseph Goebbels, damals Geschäftsführer des Gaues Westfalen-Nord der NSDAP, seit 1925 zu einer zugkräftigen Bezugsperson und Symbolfigur, auf die er in seine gegen den Weimarer Staat und seine „Auswüchse“ gerichtete Propaganda aufbauen konnte. Mit den Worten des Goebbels-Biographen Ralf Georg Reuth erkannte Goebbels die „besondere emotionale Wirkung, die das Einzelschicksal“ eines konkreten, in Not geratenen Menschen bei den Zuhörern hervorruft, so dass er sich in seinen Reden und Zeitungsartikeln weidlich mit derartigen Einzelfällen befasste und eben speziell auch den Fall Hustert für sich ausschlachtete. In diesem Zusammenhang trat Goebbels in Korrespondenz mit Hustert und besuchte ihn mehrfach im Zuchthaus.
1928 kam Hustert infolge einer Amnestie in Freiheit. Er schloss sich zum 1. April 1928 der NSDAP an (Mitgliedsnummer 85.001), in der er zunächst kurzzeitig als erster SS-Adjutant des Ende 1929 zum Chef der SS ernannten Heinrich Himmler amtierte. Anschließend wechselte er nach Berlin, wo er bis 1931 zu einem besonderen Protegé von Joseph Goebbels, seit 1926 Führer des Gaus Berlin, avancierte. Goebbels machte ihn zum Führer des innerhalb der NS-Bewegung besonders prestigeträchtigen SA-Sturmes 5 der SA-Gruppe Berlin-Brandenburg, jener Einheit, die zuvor durch den „Blutzeugen“ Horst Wessel geführt worden war.
Im April 1931 beteiligte Hustert sich an der sogenannten Stennes-Revolte. Hierbei handelte es sich um eine Auflehnung des Berliner SA-Chefs Walther Stennes und seiner Anhänger gegen den politischen Kurs von Adolf Hitler und der Münchener Parteiführung der NSDAP und speziell gegen die von diesen verfolgte Machteroberungsstrategie des sogenannten Legalitätskurses, d. h. dem von Hitler seit 1925 propagierten Prinzip, nur mit (formal) legalen Mitteln nach der politischen Macht im Staat zu streben. Stennes und seine Anhänger plädierten im Gegensatz hierzu für eine aktivistisch-revolutionäre Auseinandersetzung bzw. Beseitigung des Weimarer Systems in einer direkten gewaltsamen Konfrontation. Nachdem der Konflikt über diese unterschiedlichen Vorstellungen längere Zeit im Verborgenen geschwelt hatte, kam es im April 1931 dann zum offenen Bruch Stennes´ und seiner Gefolgschaft mit Hitler und der Parteiführung, der sie die Gefolgschaft aufkündigten. Im weiteren Verlauf wurden Stennes und seine Anhänger aus der NSDAP und der SA aus dieser ausgeschlossen bzw. verließen diese (je nach Lesart) von sich aus. Hustert, der sich auf die Seite von Stennes schlug, wurde gemäß einer Entscheidung des Untersuchungs- und Schlichtungsausschusses der Reichsleitung der NSDAP vom 4. April 1931 ebenfalls aus der Partei ausgeschlossen (seine NSDAP-Mitgliedskarte führte zur Begründung kurzerhand an „Stennesanhänger“).
Nach 1933 muss Hustert weitgehend rehabilitiert worden sein, jedenfalls ist er 1938 als Mitglied der NSDAP in München nachweisbar.